# I-F
I-F (abreviatura de Inter-Ference; de nombre real Ferenc E. van der Sluijs) es un productor y DJ radicado en La Haya, Holanda. 
En 1997 produjo el tema Space Invaders Are Smoking Grass, que se convirtió en un éxito masivo underground y suele reconocerse frecuentemente como uno de los primeros ejemplos del electroclash. El álbum Fucking Consumer fue publicado en 1998 a través del sello Disko B, seguido de The Man From Pack el siguiente año. En 1999 también publicó el disco Mixed Up In the Hague Vol. 1, citado por muchos, entre ellos Morgan Geist, como el catalizador que hizo que se recuperase el interés por el italo disco.
Gestiona el sello Viewlexx. También ha estado detrás de la emisora de internet CBS (Cybernetic Broadcasting System), que cerró en 2008 pero que es actualmente uno de los cuatro canales de Intergalactic FM. 
I-F también ha publicado como The Parallax Corporation con John Scheffer, conocido bajo el alias Intergalactic Gary.

## Discografía
- 1998 - Fucking Consumer
- 1999 - The Man From Pack